# Mariló Montero
María Dolores Leonor Montero Abárzuza, más conocida como Mariló Montero (Estella, Navarra, 28 de julio de 1965), es una presentadora española de televisión.

## Trayectoria
Mariló Montero inició su carrera en septiembre de 1985 en Radio Navarra Antena 3, en su ciudad natal, permaneciendo en la emisora hasta junio de 1987. En 1984 se presentó al concurso de belleza 'Maja de España'. Ese mismo año, a raíz del certamen de Reina de la Costa Internacional realizado en Costa Rica, el director general de la franquicia de Univisión en ese país, Ramón Coll, le propone entrar en el mundo de la televisión costarricense. Así, su trayectoria televisiva comienza en junio de 1987 en el Canal 2-Univisión de Costa Rica, editando y presentando el informativo matinal y dirigiendo y presentando el programa musical TNT. Además, durante su estancia en Costa Rica, entre 1985 y 1990 estudia magisterio en la Universidad de Costa Rica.
En 1988 se presentó a Jesús Hermida, para quien realizó una prueba en directo y tras una entrevista fue contratada. A su vuelta a España en julio de 1990 presentó junto a este periodista el programa A mi manera de La 1 hasta junio de 1991, que después dirigiría María Teresa Campos. Trabajó como guionista y presentadora de Verano 90 de Telemadrid entre julio y septiembre de 1990 y contratada por Luis Mariñas, fue redactora en el informativo Entre hoy y mañana de Telecinco, desde agosto de 1991 hasta julio de 1993. De nuevo en Telemadrid, presentó junto a Hilario Pino el debate político Aquí y ahora entre septiembre de 1993 y junio de 1994. Posteriormente, entre septiembre de 1994 y junio de 1995, coordinó el programa de Antena 3, Encantada de la vida con Concha Velasco y producido por Pío Núñez.
En junio de 1995 comenzó a trabajar en Canal Sur Televisión, donde realizó labores de producción, redacción y dirección y también presentó diversas galas especiales y programas de entretenimiento. Entre junio y septiembre de 1995, coordinó el programa Ventanas de sol y entre septiembre de 1996 y junio de 1997 fue redactora y productora de El programa de Carlos Herrera. También fue presentadora del magacín matinal Buenos días, Andalucía entre septiembre y diciembre de 1997. Entre enero y agosto de 1998 fue presentadora y editora de Andalucía directo y condujo y coeditó el informativo Andalucía a las 9 entre septiembre de 1998 y agosto de 1999. En 1999 se convirtió en la imagen de Canal Sur, asumiendo las labores de presentación de todas las galas especiales Toda una década, conmemorando el décimo aniversario de la cadena. Entre septiembre de 1999 y agosto de 2000 presentó junto con Tom Martín Benítez la edición de mediodía de los informativos diarios de Canal Sur, Canal Sur Noticias 1.
Después de un paréntesis de un año, durante el cual residió en Miami, retomó la presentación de la primera edición de Canal Sur Noticias entre septiembre de 2001 y julio de 2006 y colaboró en Canal Sur Radio como contertulia política entre septiembre de 2001 y diciembre de 2006. Junto a la periodista Lola Álvarez, fundó y dirigió durante dos años (octubre de 2006-junio de 2009) el programa Máster Especializado para presentadores de televisión del Instituto de Comunicación Audiovisual. Mientras tanto, y entre septiembre de 2007 y hasta junio de 2008, fue presentadora y subdirectora de El meridiano, programa informativo y de tertulia política y entre septiembre de 2008 y junio de 2009 presentó el debate de actualidad política Mejor lo hablamos. En el mes de julio de ese año pide una excedencia a la RTVA.
En agosto de 2009 comienza a trabajar para TVE donde es presentadora, subdirectora y posteriormente directora adjunta del magazín matinal La mañana hasta junio de 2016. Desde junio de 2014 y hasta septiembre de 2014, presentó en esa misma cadena el programa de prime time El pueblo más divertido de España. Su etapa en TVE finalizó en junio de 2016.
Desde 2016 a 2018 vive en Estados Unidos, en Nueva York, donde vive muy de cerca las elecciones presidenciales de 2016. También en esta etapa colaboró activamente con los fondos ODS de la ONU.
En 2018 regresa a España y desde ese año y hasta 2019 colabora en Antena 3. En julio de 2019 se reincorpora a la RTVA —donde tiene plaza desde el 1 de enero de 2007 como redactora de informativos de Canal Sur Televisión—, para presentar y dirigir desde octubre de 2019 y hasta marzo de 2020 el programa 5.C el debate. Durante la última semana de marzo de 2020 se pone al frente de Canal Sur Noticias 2. Desde abril de 2020 hasta julio de 2020, realiza una sección de entrevistas en Canal Sur Noticias y desde el 6 de julio al 24 de julio de ese mismo año, presenta Noticias 1. Desde el 7 de septiembre de 2020 al 30 de julio de 2021 presenta de lunes a viernes, Canal Sur Noticias 2 a las 20:30. Desde el 1 de abril de 2021 al 1 de junio de 2021, la presentadora está de baja laboral por una lesión en el tobillo y a su vuelta presenta Canal Sur Noticias 2 con Juan Carlos Roldán.
En septiembre de 2021 pide una excedencia a la RTVA, que le es concedida y cierra de este modo su cuarta etapa en la radiotelevisión pública andaluza.
Desde septiembre de 2020 comparte la sección semanal "Ellas" de Madrid directo en Onda Madrid, los viernes de 18:00 a 18:40 con Nieves Herrero (presentadora del programa), Irma Soriano, Belinda Washington y Consuelo Berlanga -después con Concha Galán en sustitución de Berlanga-; desde septiembre de 2021 a octubre de 2022 forma parte del plantel de colaboradores de Espejo público en Antena 3 y desde el 18 de octubre de 2022 al 31 de diciembre de 2022 es copresentadora del programa Todo es mentira de Cuatro. El 31 de diciembre de 2022copresentó con Risto Mejide las campanadas de fin de año en Mediaset España (Telecinco y Cuatro).
En enero de 2023 se reincorporó de nuevo a Espejo público en Antena 3 como colaboradora. A la par, durante el primer trimestre de 2023 es concursante de El desafío en Antena 3 y en septiembre del mismo año es colaboradora de La plaza de La 1 en La 1. 
También es consejera editorial (desde octubre de 2017) y columnista del Grupo Joly (desde septiembre de 2004) y columnista y coach asociada a Success Unlimited Network (SUN). Además de sus estudios de magisterio, ha completado un Programa de Desarrollo Directivo (PDD) por el IESE Business School (2014-2015).
Aparte de haber estudiado y trabajado en Estados Unidos, Costa Rica y Francia, también ha publicado trabajos sobre lugares que ha visitado como Cuba, Panamá, Perú, México, Brasil, El Salvador, Guatemala, Irán, Camboya, Turquía, Alemania, Inglaterra, Laponia, Escocia, Bruselas, Portugal, Benín o Sudáfrica.

### Vida privada
Es hija de Manuel Montero López (1929-2000), administrador del matadero municipal de Estella y gaitero, y María del Carmen Abárzuza Silanes (Sestao [Vizcaya], 1932 - Estella, 1993), enfermera. Ambos contraen matrimonio el 18 de marzo de 1958 en la Parroquia de San Juan Bautista de Estella. Su padre falleció en un accidente de tráfico a los 70 años de edad y su madre falleció joven víctima de esclerosis lateral amiotrófica. Su padre tiene una calle en Estella con su nombre. Ha tenido tres hermanos varones, Manuel Salvador (n. 1959), José Ignacio (1961-2007, fallecido en accidente de tráfico, al igual que su padre) y Francisco Javier (n. 1963). Su familia paterna desciende de una saga de músicos.
Estuvo casada durante dos décadas (1991-2011) con el periodista Carlos Herrera. Ambos son padres de dos hijos: Alberto Eduardo (locutor de radio, nacido el 30 de julio de 1992) y Rocío del Carmen Blanca Paloma del Mar, conocida como Rocío Crusset (modelo, nacida el 5 de junio de 1994).

## Trayectoria televisiva

### Programas de televisión

#### Como presentadora
| Año                        | Programa                                     | Cadena             | Notas                                          |
| -------------------------- | -------------------------------------------- | ------------------ | ---------------------------------------------- |
| 1987-1990                  | Informativo Matinal                          | Canal 2-Univisión  | Presentadora                                   |
| 1987-1990                  | TNT                                          | Canal 2-Univisión  | Presentadora                                   |
| 1990                       | Verano 90                                    | Telemadrid         | Guionista y presentadora                       |
| 1990-1991                  | A mi manera                                  | La 1               | Copresentadora                                 |
| 1993-1994                  | Aquí y ahora                                 | Telemadrid         | Presentadora                                   |
| 1997                       | Buenos días, Andalucía                       | Canal Sur          | Presentadora                                   |
| 1998                       | Andalucía directo                            | Canal Sur          | Presentadora y editora                         |
| 1998-1999                  | Andalucía a las 9                            | Canal Sur          | Presentadora y coeditora                       |
| 1999                       | Gala Día de Andalucía                        | Canal Sur          | Presentadora                                   |
| 1999-2000                  | Toda una década                              | Canal Sur          | Presentadora                                   |
| 1999-2000; 2001-2006; 2020 | Canal Sur Noticias 1                         | Canal Sur          | Presentadora                                   |
| 2007-2008                  | El meridiano                                 | Canal Sur          | Presentadora y subdirectora                    |
| 2008-2009                  | Mejor lo hablamos                            | Canal Sur          | Presentadora                                   |
| 2009-2016                  | La mañana                                    | La 1               | Presentadora, subdirectora y directora adjunta |
| 2013                       | XV Premios Iris de la Academia de Televisión | La 1               | Presentadora                                   |
| 2014                       | El pueblo más divertido de España            | La 1               | Presentadora                                   |
| 2019-2020                  | 5.C El debate                                | Canal Sur          | Presentadora y directora                       |
| 2020, 2020-2021            | Canal Sur Noticias 2                         | Canal Sur          | Presentadora y coeditora                       |
| 2022                       | Todo es mentira                              | Cuatro             | Copresentadora                                 |
| 2022-2023                  | Campanadas de fin de año                     | Telecinco y Cuatro | Copresentadora                                 |

#### Como concursante
| Año  | Programa     | Cadena    | Notas                         |
| ---- | ------------ | --------- | ----------------------------- |
| 2018 | Hipnotízame  | Antena 3  | Concursante                   |
| 2023 | El desafío 3 | Antena 3  | Concursante - 4.ª clasificada |
| 2023 | A tu bola    | Telecinco | Concursante                   |

#### Como colaboradora, redactora o guionista
| Año                            | Programa                      | Cadena    | Notas                  |
| ------------------------------ | ----------------------------- | --------- | ---------------------- |
| 1991-1993                      | Entre hoy y mañana            | Telecinco | Redactora              |
| 1994-1995                      | Encantada de la vida          | Antena 3  | Coordinadora           |
| 1995                           | Ventanas de sol               | Canal Sur | Coordinadora           |
| 1996-1997                      | El programa de Carlos Herrera | Canal Sur | Redactora y productora |
| 2019; 2021-2022; 2023-presente | Espejo público                | Antena 3  | Colaboradora           |
| 2020                           | Canal Sur Noticias            | Canal Sur | Redactora              |
| 2021 y 2023                    | Lazos de sangre               | La 1      | Colaboradora           |
| 2023                           | La plaza de La 1              | La 1      | Colaboradora           |
| 2024                           | La verdad de...               | Telecinco | Colaboradora           |

#### Como invitada
| Año                        | Programa                        | Cadena               |
| -------------------------- | ------------------------------- | -------------------- |
| 1990                       | Viva el espectáculo             | La 1                 |
| 2009                       | Regreso a la Luna               | La 1                 |
| 2010                       | Volver con... Mariló Montero    | La 1                 |
| 2010                       | Divendres                       | TV3                  |
| 2010                       | Palabra por palabra             | La 2                 |
| 2011                       | Página Dos                      | La 2                 |
| 2011                       | El disco del año 2011           | La 1                 |
| 2012                       | Entrevista a la carta           | La 1                 |
| 2012                       | +Gente                          | La 1                 |
| 2012                       | Bailando y cantando contigo     | La 1                 |
| 2012                       | Gala Inocente, Inocente         | La 1                 |
| 2013 y 2019                | Ilustres ignorantes             | Canal+               |
| 2013                       | La puerta del tiempo            | La 1                 |
| 2014-2015; 2017-2018; 2023 | El hormiguero                   | Antena 3             |
| 2014                       | XVI edición de los Premios Iris | La 1                 |
| 2014                       | TVE contra el ELA               | La 1                 |
| 2014                       | Amigas y conocidas              | La 1                 |
| 2014                       | Zapeando                        | La Sexta             |
| 2015, 2021, 2022 y 2023    | Pasapalabra                     | Telecinco y Antena 3 |
| 2015                       | Torres y Reyes                  | La 2                 |
| 2015                       | En la tuya o en la mía          | La 1                 |
| 2016                       | Ochéntame otra vez              | La 1                 |
| 2016                       | Late motiv                      | 0 por M+             |
| 2018                       | Mi casa es la vuestra           | Telecinco            |
| 2018; 2021-2022            | Deluxe                          | Telecinco            |
| 2018                       | La noche de Rober               | Antena 3             |
| 2020                       | Vergüenza                       | 0 por M+             |
| 2020                       | Entre ovejas                    | La 1                 |
| 2020                       | La hora de La 1                 | La 1                 |
| 2021                       | Nadie al volante                | 0 por M+             |
| 2021                       | Fuera del mapa                  | La Sexta             |
| 2022                       | Encuentros inesperados          | La Sexta             |
| 2022                       | Mapi                            | La 1                 |
| 2022                       | La gran confusión               | La 1                 |
| 2022                       | MasterChef Celebrity            | La 1                 |
| 2022                       | En boca de todos                | Cuatro               |
| 2022                       | Sálvame                         | Telecinco            |
| 2024                       | Plano general                   | La 2                 |
| 2024                       | López y Leal contra el canal    | Antena 3             |

## Prensa escrita y libros
- Desde 2004, publica la columna El mundo por montera en los diarios del Grupo Joly.

| Título                                                                              | Fecha                    | Editorial               | ISBN              | Con               |
| ----------------------------------------------------------------------------------- | ------------------------ | ----------------------- | ----------------- | ----------------- |
| Por montera, crónicas del pensamiento diario                                        | 12 de febrero de 2009    | Styria                  | 978-84-92520-07-7 | En solitario      |
| Saber cocinar, recetas y trucos                                                     | 4 de marzo de 2011       | Espasa                  | 978-84-670-3609-1 | Sergio Fernández  |
| Saber cocinar en días de fiesta                                                     | 18 de octubre de 2011    | Espasa                  | 978-84-670-3745-6 | Sergio Fernández  |
| Saber cocinar postres                                                               | 14 de febrero de 2012    | Ediciones Martínez Roca | 978-84-9998-026-3 | Sergio Fernández  |
| Saber moverse                                                                       | 3 de abril de 2012       | Ediciones Martínez Roca | 978-84-9998-107-9 | Cristina Mérida   |
| Saber cuidarse                                                                      | 25 de septiembre de 2012 | Ediciones Martínez Roca | 978-84-9998-184-0 | Luis Gutiérrez    |
| Saber cocinar platos diez en diez minutos                                           | 23 de octubre de 2012    | Espasa                  | 978-84-670-0897-5 | Sergio Fernández  |
| Saber cocinar recetas light                                                         | 9 de abril de 2013       | Ediciones Martínez Roca | 978-84-9998-266-3 | Sergio Fernández  |
| Saber comer                                                                         | 21 de mayo de 2013       | Ediciones Martínez Roca | 978-84-9998-284-7 | Ana Bellón        |
| Dieta exprés con Mariló Montero                                                     | 5 de septiembre de 2013  | RBA Libros              | 978-84-9056-031-0 | En solitario      |
| Saber cocinar recetas de lujo a precios mini                                        | 10 de septiembre de 2013 | Espasa                  | 978-84-670-3559-9 | Sergio Fernández  |
| El corazón de las mujeres no tiene reglas                                           | 18 de noviembre de 2014  | Ediciones Martínez Roca | 978-84-9998-452-0 | En solitario      |
| La maestra: La apasionante historia de María de Maeztu y la Residencia de Señoritas | 20 de noviembre de 2019  | Esfera de los Libros    | 978-84-9164-709-6 | Carmen Gurruchaga |

## Premios y reconocimientos
- Premio Flamenca con Arte 2004.
- Premio a la Mejor Presentadora de Televisión 2005, otorgado por la Asociación de Telespectadores ATEA.
- Premio Periodistas Gráficos 2005, por su aportación y dedicación al desarrollo de la información televisiva.
- Premio en 2006, en el Día Internacional de la Mujer, por la villa sevillana de San José de la Rinconada, en reconocimiento a toda su trayectoria profesional.
- Premio Elio 2007, en reconocimiento a toda su trayectoria profesional.
- Premio Gurumelo 2007, por el programa debate Mejor lo hablamos.
- Antena de Oro 2007 por toda su carrera profesional.
- Premio 2007, por la divulgación de medicamentos huérfanos y enfermedades raras.
- Profesora de Honor del Colegio Los Robles de Oviedo en 2008.
- Premio Los Robles de comunicación 2009.
- Premio Juan Pablo II de periodismo 2010.
- Premio Glamour 2011 a la mejor presentadora.
- Premio Dulcinea 2012, por la labor social a favor de la lucha contra el cáncer.
- Premio Rotary 2012 por la trayectoria profesional.
- Micrófono de Oro 2012.
- Cofradía del Real Botillo de Bierzo 2012.
- Premio Francisco Rabal 2012.
- Premio Vaguada 2012.
- Premios La Cazuela 2012.
- Premio Fitness y Body building FIBO 2012.
- Premio Gerardo de la tele 2013, a la peor presentadora.
- Premio Puchero del Reyno de Navarra 2013.
- Premio Teatro Kapital 2014.
- Premio Pata Negra 2014.
- Premio Alegría de Vivir 2015.

## Controversias y críticas
Algunas declaraciones de la presentadora han suscitado contestación y denuncias, incluso por especialistas.
- En 2012 se congratuló de que los pacientes que estaban en lista de espera para un trasplante de órganos que les salvaría la vida no los recibieran de un asesino: «Pues qué quieren que les diga, yo no puedo negarles que he sentido tranquilidad al saber que los órganos de este hombre no van a dar vida a nadie», porque «no está científicamente demostrado que el alma no se transmita.» Estas declaraciones tuvieron un fuerte impacto en la opinión pública y generaron comentarios de todo tipo en las redes sociales, además de la desautorización del director de la Organización Nacional de Trasplantes.[31][32]
- En septiembre de ese mismo año, levantó una gran polémica cuando en una entrevista en directo a su compañera de cadena Anne Igartiburu, le preguntó si no se encontraba «oxidada» por haber presentado el mismo programa durante quince años.[33][34]
- El 9 de abril de 2013, durante la retrasmisión en el programa La mañana de La 1 del cortejo fúnebre de la actriz Sara Montiel, preguntó a la reportera: «¿Qué hay dentro del coche fúnebre?».[35] Según la presentadora, preguntaba por la fotografía de Sara Montiel y si el coche portaba otros objetos.[36]
- En septiembre de 2013 realizó enaltecimiento del Torneo del Toro de la Vega en La mañana. Mientras se mostraban imágenes en directo del torneo, la presentadora afirmó que la misma es «una fiesta maravillosa» que «se celebra desde hace miles de años». Con respecto a los activistas antitaurinos, la presentadora los acusó de filmar de forma oculta y de sacar de contexto las imágenes.[37]
- En febrero de 2014, entrevistando al director del Museo del Calamar Gigante de Luarca en el contexto de un fuerte temporal que arrasa este museo, pregunta si los calamares gigantes del museo «estaban vivos».[38] Ese mismo mes, mientras hablaba con una enviada a Velle (Orense) por culpa de un temporal, a pesar de que la enviada le corrigiera, confundió múltiples veces el río Miño con el río Nilo. Según la presentadora, se confundió tras ver un documental sobre Egipto en una cadena del mismo grupo, La 2.[39]
- En septiembre de 2014, con relación al caso Asunta Basterra, confunde las iniciales Q.D.E.P. («Que descanse en paz») con una firma.[40] A los pocos días llama a un programa de radio para defenderse diciendo que en las esquelas se pone INRI (sic) o DEP, pero no QEPD.[41] Un mes más tarde entrevista a Javier Limón, marido de la auxiliar de enfermería Teresa Romero que sufrió el primer contagio del virus del ébola en Europa. Durante dicha entrevista la presentadora somete a Javier a todo tipo de preguntas, llegando a sugerirle que no presente una denuncia contra el Consejero de Sanidad del Gobierno de la Comunidad de Madrid, Francisco Javier Rodríguez, por sus declaraciones que trataban de culpabilizar a la auxiliar de enfermería del contagio.[42]
- En noviembre de 2014 en el programa de Telecinco, Un tiempo nuevo comparó a los desahuciados con «los negritos», y dijo que «habrá que enseñarles a labrar la tierra»;[43] otro comentario que creó polémica y cuyos críticos achacaron a su falta de tacto y profesionalidad.[44]
- El 21 de enero de 2015 aseguró en su programa La mañana que el olor del limón previene el cáncer: «Tenemos aquí un limón. Lo tienen en casa. Coja el limón, o la naranja, acérqueselo a la nariz, lo puede oler y, si aprieta un poquito, sale el olor y se puede llenar toda la casa. El aroma de limón puede prevenir el cáncer. Veremos si también puede prevenir el cáncer los aceites esenciales, si tienen los mismos efectos anticancerígenos que la pieza de fruta».[45] Como señaló la Organización Médica Colegial de España tras estas declaraciones, no existe ninguna evidencia científica que respalde esta afirmación. Cabe destacar que en el programa se han promocionado en varias ocasiones otros métodos pseudocientíficos similares al que desató la polémica.
- El 20 de abril de 2015, tras el asesinato de un profesor con una ballesta, Mariló y sus colaboradores analizan en La mañana el arma utilizada diciendo: «El arma, evidentemente, no es habitual. Es un arma muy compleja. Es como un arco moderno con flechas».
- El 27 de julio de 2016, denuncia al político Pablo Iglesias ante el Instituto de las Mujeres por unas declaraciones en las que el líder de Podemos afirmaba que «la azotaría hasta que sangrase».[46]
- El 5 de agosto de 2016, Mariló Montero se denunció a sí misma por conducir un ciclomotor sin el casco reglamentario.[47]